# یونیورسیتی، شهرستان اورنج، فلوریدا
یونیورسیتی (به انگلیسی: University) یک منطقهٔ مسکونی در ایالات متحده آمریکا است که در شهرستان اورنج، فلوریدا واقع شده‌است. یونیورسیتی ۲۴٫۴ کیلومتر مربع مساحت و ۳۱٬۰۸۴ نفر جمعیت دارد.